# Gornja Purgarija
 Gornja Purgarija  falu Horvátországban Zágráb megyében. Közigazgatásilag Klinča Selához tartozik.

## Fekvése
Zágráb központjától 22 km-re délnyugatra, községközpontjától 6 km-re északnyugatra a Plešivica-hegység délkeleti lejtőin fekszik.

## Története
Lakosságát csak 1948-tól számlálják önállóan, addig a falut Donja Purgarijához számították. Az első önálló számbavételkor még 188 lakosa volt. 2001-ben a falunak 89  lakosa volt. Egyházilag az okicsi plébániához tartozik.

## Lakosság
| Lakosság változása | Lakosság változása | Lakosság változása | Lakosság változása | Lakosság változása | Lakosság változása | Lakosság változása | Lakosság változása | Lakosság változása | Lakosság változása | Lakosság változása | Lakosság változása | Lakosság változása | Lakosság változása | Lakosság változása |
| ------------------ | ------------------ | ------------------ | ------------------ | ------------------ | ------------------ | ------------------ | ------------------ | ------------------ | ------------------ | ------------------ | ------------------ | ------------------ | ------------------ | ------------------ |
| 1857               | 1869               | 1880               | 1890               | 1900               | 1910               | 1921               | 1931               | 1948               | 1953               | 1961               | 1971               | 1981               | 1991               | 2001               |
| 0                  | 0                  | 0                  | 0                  | 0                  | 0                  | 0                  | 0                  | 188                | 178                | 132                | 124                | 112                | 93                 | 89                 |

## Nevezetességei
Jézus szíve tiszteletére szentelt kis kápolnája.

## Külső hivatkozások
- Klinča Sela község hivatalos oldala
- Az okicsi Szűz Mária plébánia honlapja